# Друкарство в Івано-Франківську
Ця стаття про друкарство в Івано-Франківську.

## Перша друкарня
На запрошення старости Краттера 1834 року до Станиславова прибув Ян Павло Піллєр разом зі своєю друкарнею, яку заснував у Самборі в 1831 році. Його першою продукцією стали календарі польською та німецькою мовами, спочатку в кількості по 500 примірників. А 1848-го за рахунок популярності їх тираж збільшився до 1500 примірників.
Через декілька років в результаті накопичення та конкуренції з іншими календарями їхній наклад почав поступово зменшуватися до 1864 року. Павло Піллєр займався друкарством тридцять два роки, протягом яких він не навчив ремеслу жодного учня, який би зміг продовжити справу після його смерті у 1867.

## Друкарні Станиславова
1868 року нечинну друкарню купив українець Іван Данкевич. Він прибув зі Львова, де працював у друкарні львівського Ставропігійського Успенського братства. Данкевич змінив конструкцію друкарських машин, докупив нове обладнання, впровадив нові шрифти. Його новозбудована друкарня, на думку історика Михайла Головатого, діяла на місці сучасного кінотеатру Шевченка.
Тут друкували майже всі видання, а з найзначніших були (польські): «Біблія» Томаша Домбровського в І та ІІ виданні, «План видобутку нафти», з періодичних — «Кур'єр Станиславівський» (1872), «Бігун Станиславівський» (1873), «Гасло» (1875), «Газета Підкарпатська» (1876), «Хроніка» (1880), «Голос Станиславівський» (1881), «Ехо Покуття» (1883), «Хроніка Станиславівська» (1885), брошура для дітей: «Світелко» (1883); (українські): перша українська газета «Господарь и Промышленник» (1879 виходила до 1882 р.), часопис «Денниця» (1880), який редагував відомий український мовознавець Іван Верхратський, де опублікував свою відому статтю «Замітки про взаємини руського язика і народної літератури». Після створення єпархії вийшов «Вісник Станиславівської єпархії» (1886 виходив до 1939) та «Богословський альманах» (1887)
1870-го на короткий час відкрилася друкарня «Гасло». Відкрита 1886 року друкарня Б. Ласковського через рік також збанкрутувала, її 1887 викупив Станіслав Хованець (зять Івана Данкевича). Значна кількість клієнтів перейшли до нової друкарні.
Тут почали видаватися: популярна міська газета «Кур'єр Станиславівський» (400 копій), «Світелко» (500 к.), «Бібліотека грецьких і римських класиків» (1000 к.), «Огляд католицько-польський» (1000 к.). Завдячуючи значному успіху, Хованець незабаром звів на вулиці Бельведерській свій особняк, з друкарнею у підвалі. Фасад будинку був прикрашений власним гербом, на якому був поліграфічний циркуль.
Після смерті Станіслава Хованця 1910 року його наступником у видавничій справі став старший син Вацлав. Після цього Друкарня і літографія Станіслава Хованця була технічно переоснащена та збільшила обсяг видавництва, попри те, що 1929 року в місті діяли ще чотири друкарні. Це друкарні Леона Данкевича (сина засновника), Геллера-Бравермана, Майнхарт-Ліндненбаума, а також Вейденфельда і братів.

## У радянський період та сучасність
Друкарню Хованця націоналізували, де в перші роки свого існування видавали «Прикарпатську правду». Решту видавництв закрили.
Нове приміщення обласної друкарні, відкрили у 1964 році по вулиці Чапаєва (вул. Січових Стрільців). Однак друкарня випускала лише газети та бланки, а книги, в тому числі з історії Івано-Франківська, переважно друкувалися в ужгородських «Карпатах».
За часів незалежності України з'явилися декілька поліграфічних фірм, видавництв та друкарень, серед них: «Місто НВ», «Імста», «Симфонія», «Фоліант», «Іріф», «Гостинець» та інші.